# Gustave Courbet
Gustave Courbet, plným jménem Jean Désiré Gustave Courbet (10. června 1819 – 31. prosince 1877), byl francouzský malíř. Je považován za vůdčí postavu francouzského malířského realismu 19. století.

## Životopis
Gustave Courbet se narodil v Ornans, jihovýchodně od Besançonu. 

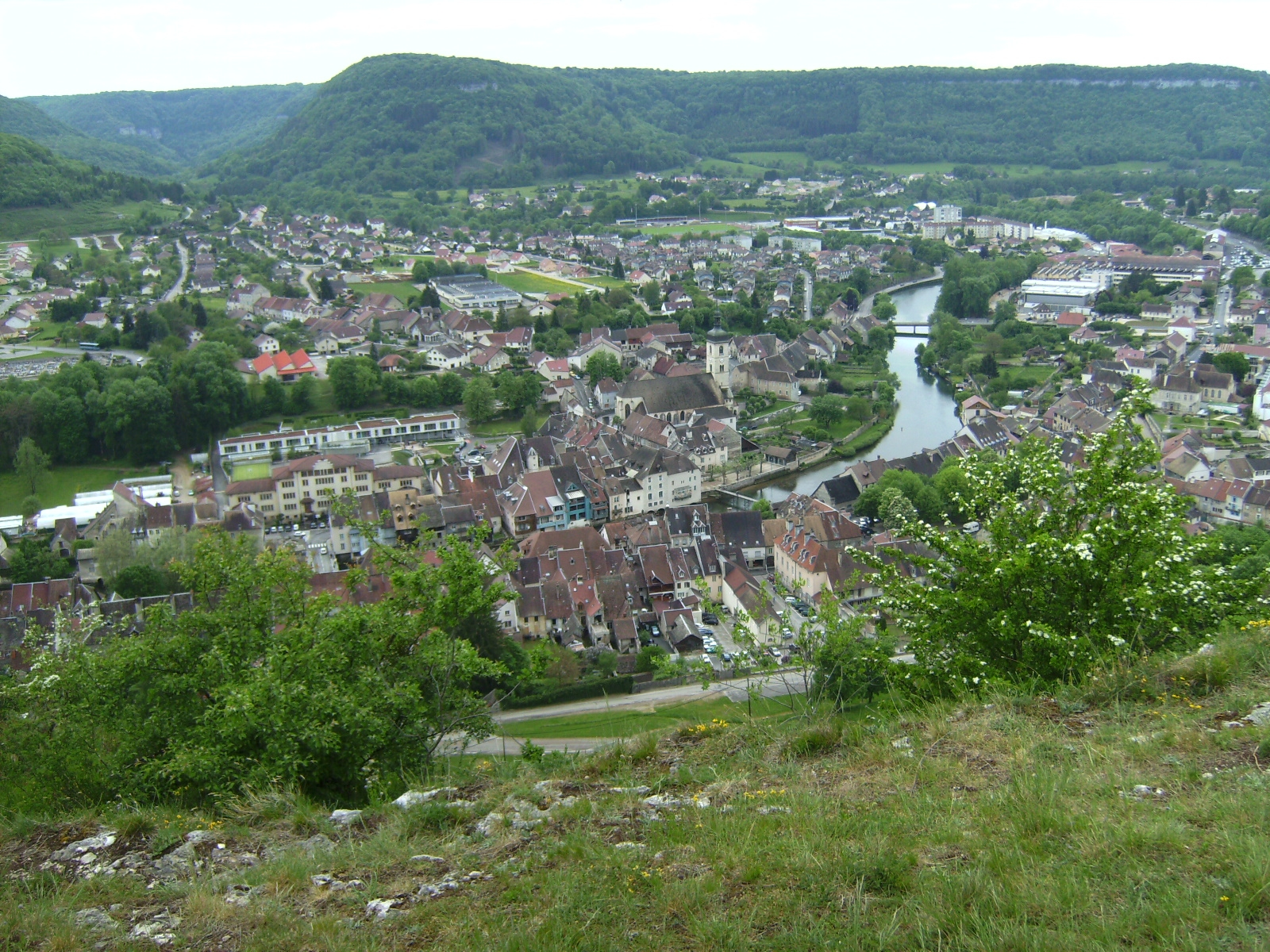
Ornans

 Jeho rodiče byli dobře situovaní statkáři, po Gustavovi se jim narodily ještě čtyři dcery. Tři z nich (jedna zemřela předčasně) Courbet později často portrétoval. V roce 1831 začal navštěvovat náboženskou střední školu v Ornans, kde získal základy malířství. Roku 1837 byl poslán do Královského kolegia v Besançonu. Zde navštěvoval ateliér Charlese Antoine Flajoulota. Koncem roku 1839 odešel do Paříže, kde měl na přání rodičů studovat práva a kde se natrvalo usadil. Místo toho však navštěvoval kurzy malířství u Augusta Hesse a Charlese de Steubena. V Louvru studoval a kopíroval díla španělských, benátských a nizozemských malířů.

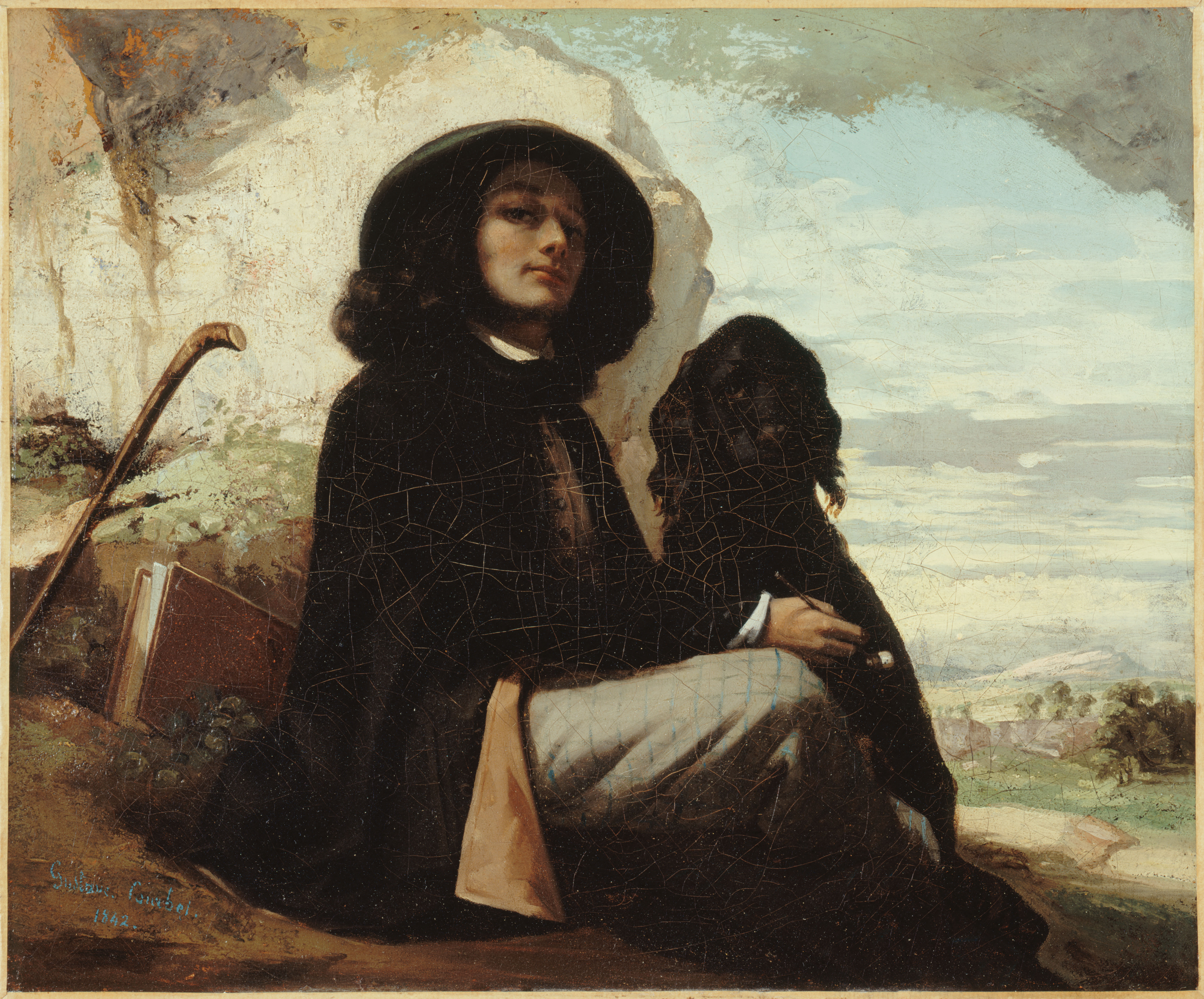
Autoportrét s černým kokršpanělem, 1844

Roku 1844 se mu, po třech předchozích neúspěšných pokusech, podařilo dosáhnout toho, že mu porota každoročně pořádaného Salónu přijala obraz Courbet a černý pes. Courbet byl silně fixovaný na domov, každoročně Ornans navštěvoval a zřídil si zde ateliér. Protože chtěl poznat originály svých malířských vzorů, odjel roku 1846 do Belgie a Nizozemska. Rok nato se v restauraci Andler, kde se scházela pařížská bohéma, seznámil se spisovatelem Champfleurym, teoretikem umění, s nímž udržoval blízké přátelství až do roku 1863. V témže roce 1847 legitimoval svého nemanželského syna Désiré, kterého měl s modelkou Virginií Binetovou. Jejich vztah se ale krátce nato rozpadl. Přátelil se s básníkem Baudelairem, který po určitou dobu bydlel v jeho ateliéru. V roce 1847 namaloval jeho portrét. Blízce se stýkal rovněž s Proudhonem, jehož socialistickými názory zůstal natrvalo ovlivněn.
Prvního velkého úspěchu dosáhl roku 1849, kdy mu porota Salónu udělila zlatou medaili za obraz Odpoledne v Ornans, což ho opravňovalo obesílat v budoucnu Salóny bez schválení kvalifikační komisí. Tři rozměry i významem velká díla, tvořící pilíře realistické malby 19. století – Pohřeb v Ornans, Vesničané z Flagey: cestou z trhu a Lamači kamene – vytvořil v letech 1849–1850 v Ornans. Skandál vyvolal obraz Koupající se, vystavený roku 1853.
Zakoupil ho sběratel Alfred Bruyas z Montpellier, který se stal Courbetovým hlavním mecenášem. V příštím roce ho Courbet navštívil; při té příležitosti vznikl obraz Setkání (Dobrý den, pane Courbete).

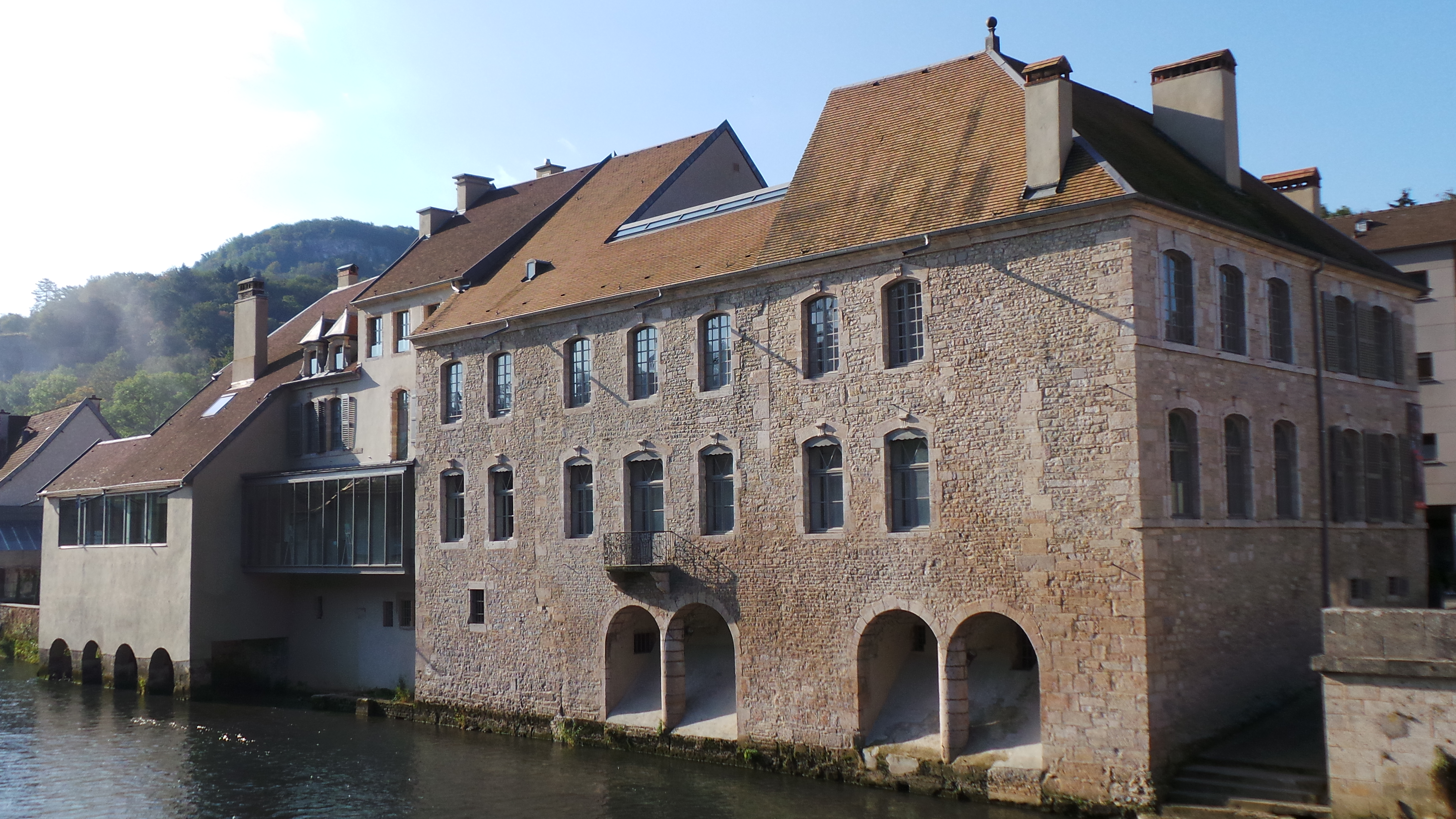
Musée Gustave Courbet (Ornans; Doubs)

Roku 1855 se v Paříži konala světová výstava. Za Bruyasova přispění si Courbet poblíž výstaviště postavil vlastní pavilón s názvem Realismus, v němž vystavil 40 svých obrazů včetně Ateliéru. Byla to první Coubertova samostatná výstava a zároveň to bylo poprvé, co se nějaký malíř takovýmto způsobem prezentoval. V roce 1858 pobýval ve Frankfurtu nad Mohanem, kde mu tamní Akademie pronajala ateliér. Během pobytu v Le Havre v Normandii v roce 1859 poznal malíře Eugène Boudina a mladého Claude Moneta. V budoucnu mu bude stát modelem v jeho variaci na Manetovu Snídani v trávě.

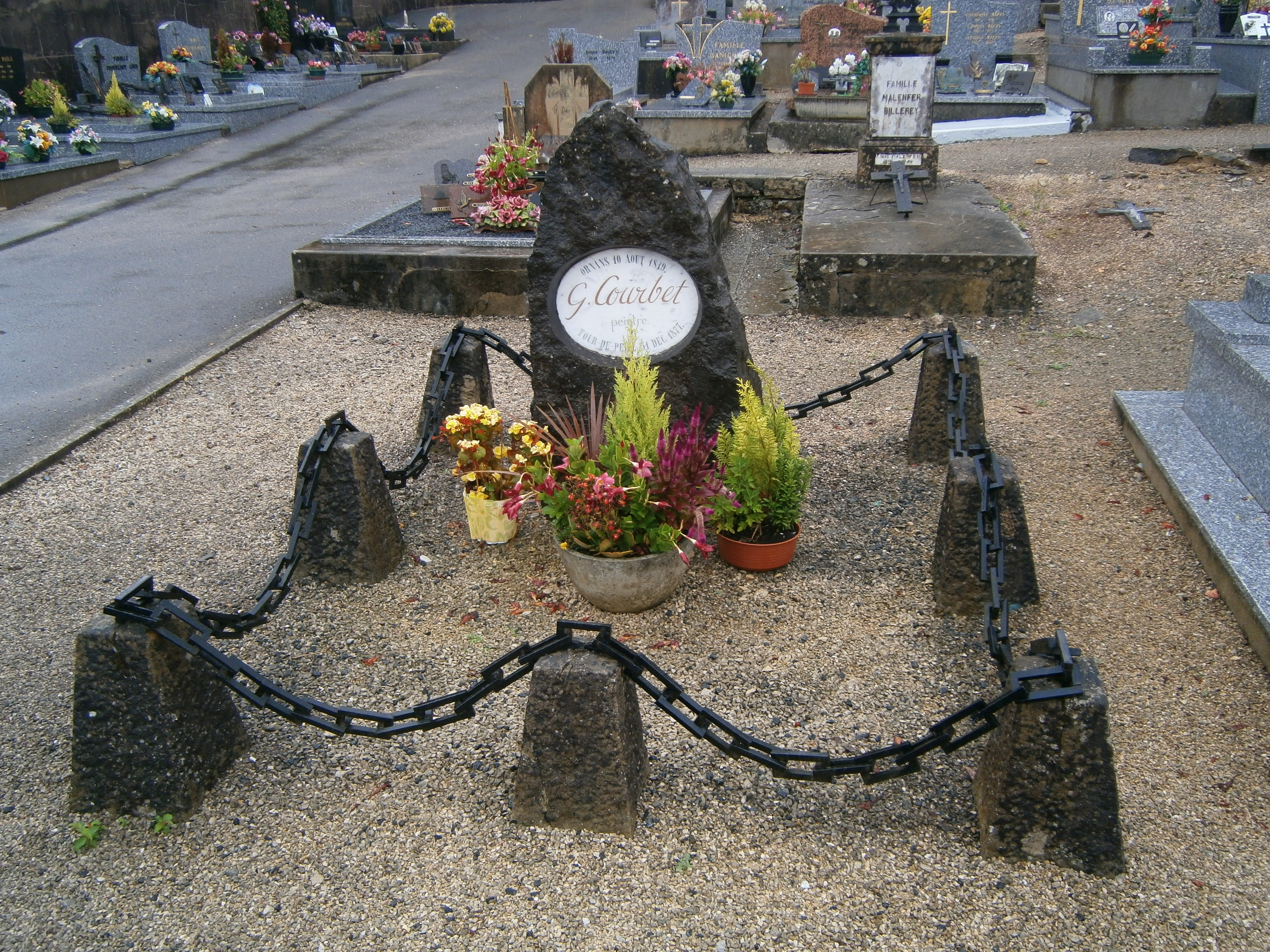
Hrob Gustava Courbeta na hřbitově 'Cimetière d'Ornans'

Jen několik měsíců trvalo jeho pedagogické působení, když v roce 1861 ve svém ateliéru přijímal kolem 30 žáků, mezi nimi Fantin–Latoura. Roku 1862 odjel do města Saintes v kraji Charente-Maritime, kde maloval společně s Corotem. Stále zajížděl do rodného Ornans. V roce 1863 si na jeho okraji postavil nový ateliér, kterým nahradil původní v centru městečka. O dva roky později korespondoval s Victorem Hugem o možnosti ho portrétovat, ze spolupráce ale sešlo. Zároveň pobýval spolu s americkým malířem Jamesem Whistlerem v normandském Trouville. Na druhé světové výstavě v Paříži roku 1867 si Courbet opět postavil – a znovu s přispěním Bruyasovým – samostatný pavilón, kde představil 133 obrazů, vlastní expozici si ale tentokrát připravil i Manet.

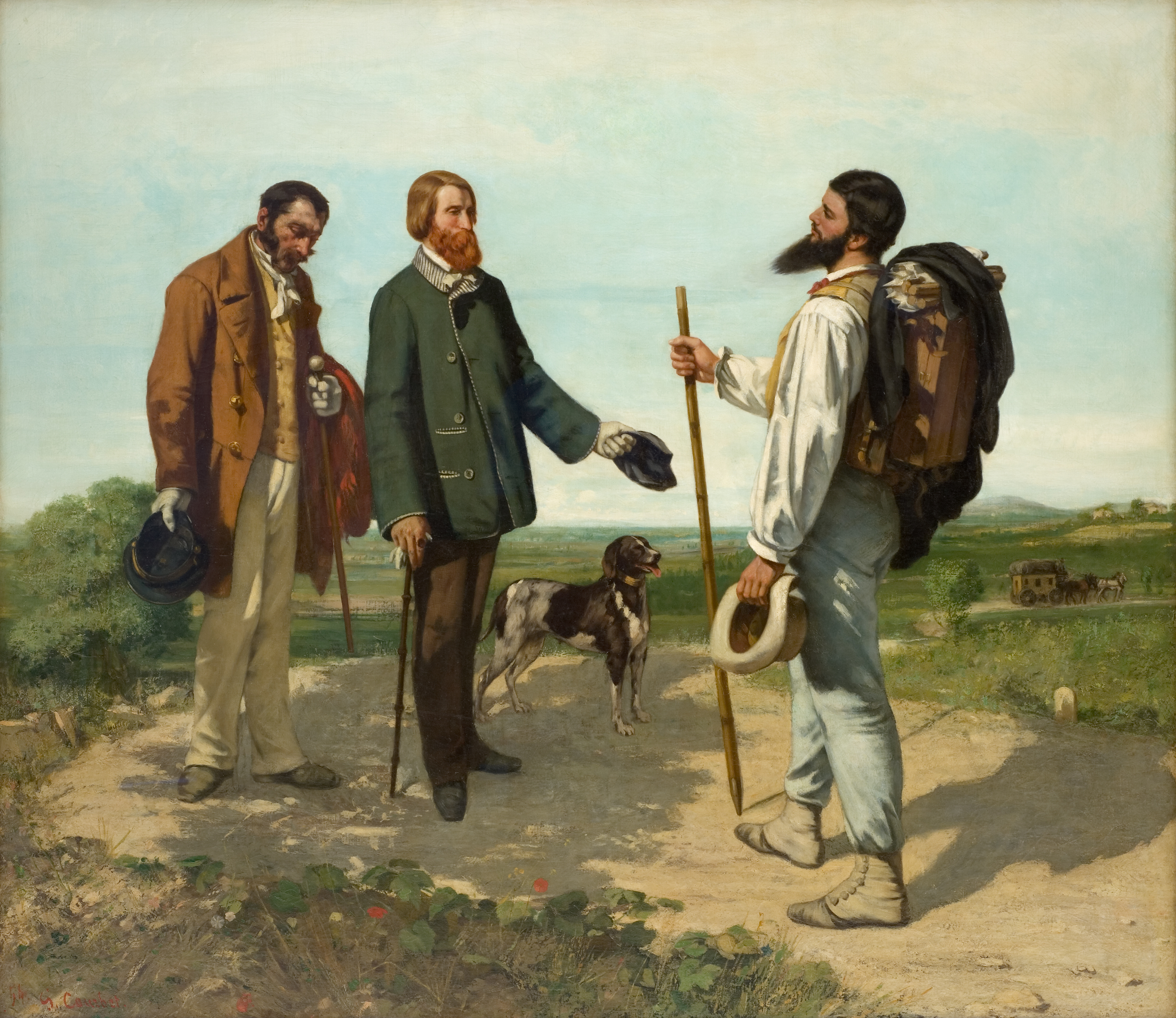
Setkání (Dobrý den, pane Courbete), 1854

Rád cestoval do Německa, kde došla jeho díla značné obliby a měla velký vliv na vývoj německého malířství. Courbet zde získal zálibu v lovu, kterou vyjádřil v několika obrazech. V Mnichově mu roku 1869 král Ludvík II. Bavorský udělil Řád svatého Michala, ve stejném roce ho při příležitosti bruselské výstavy král Leopold II. Belgický vyznamenal zlatou medailí. Naproti tomu odmítl z politických důvodů v roce 1870 převzít z rukou Napoleona III. Řád čestné legie. Ve stejném roce si ho Monet vybral za svědka na svatbě.

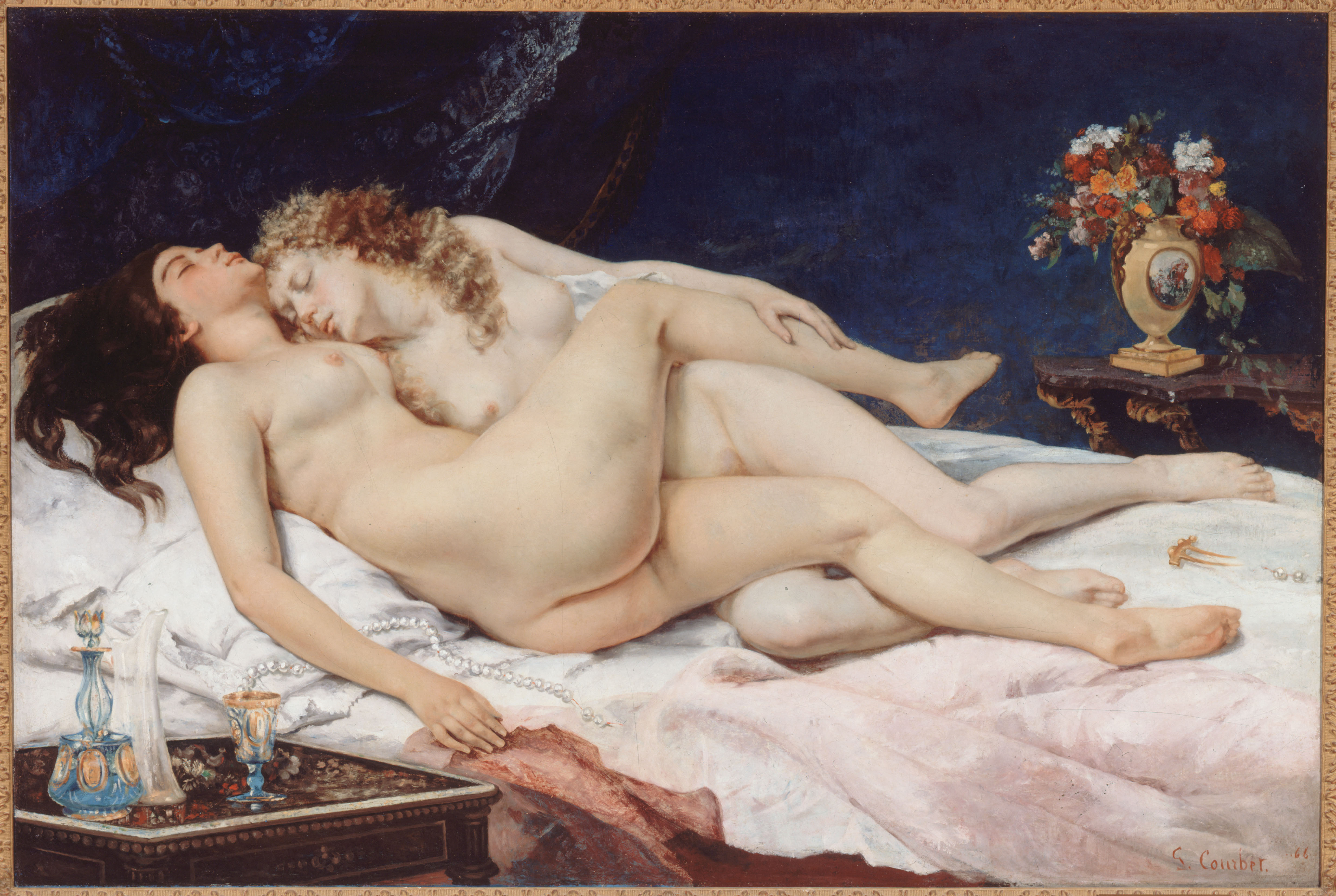
Spánek, 1866

Během pařížské komuny byl zvolen zástupcem lidu. Ve funkci předsedy Federace umělců měl na starosti ochranu památek. Pravděpodobně to byl on, kdo dal podnět k poražení Vendômského sloupu, symbolu bonapartismu. Právě za tuto aktivitu byl po pádu Komuny odsouzen k 6 měsícům vězení.

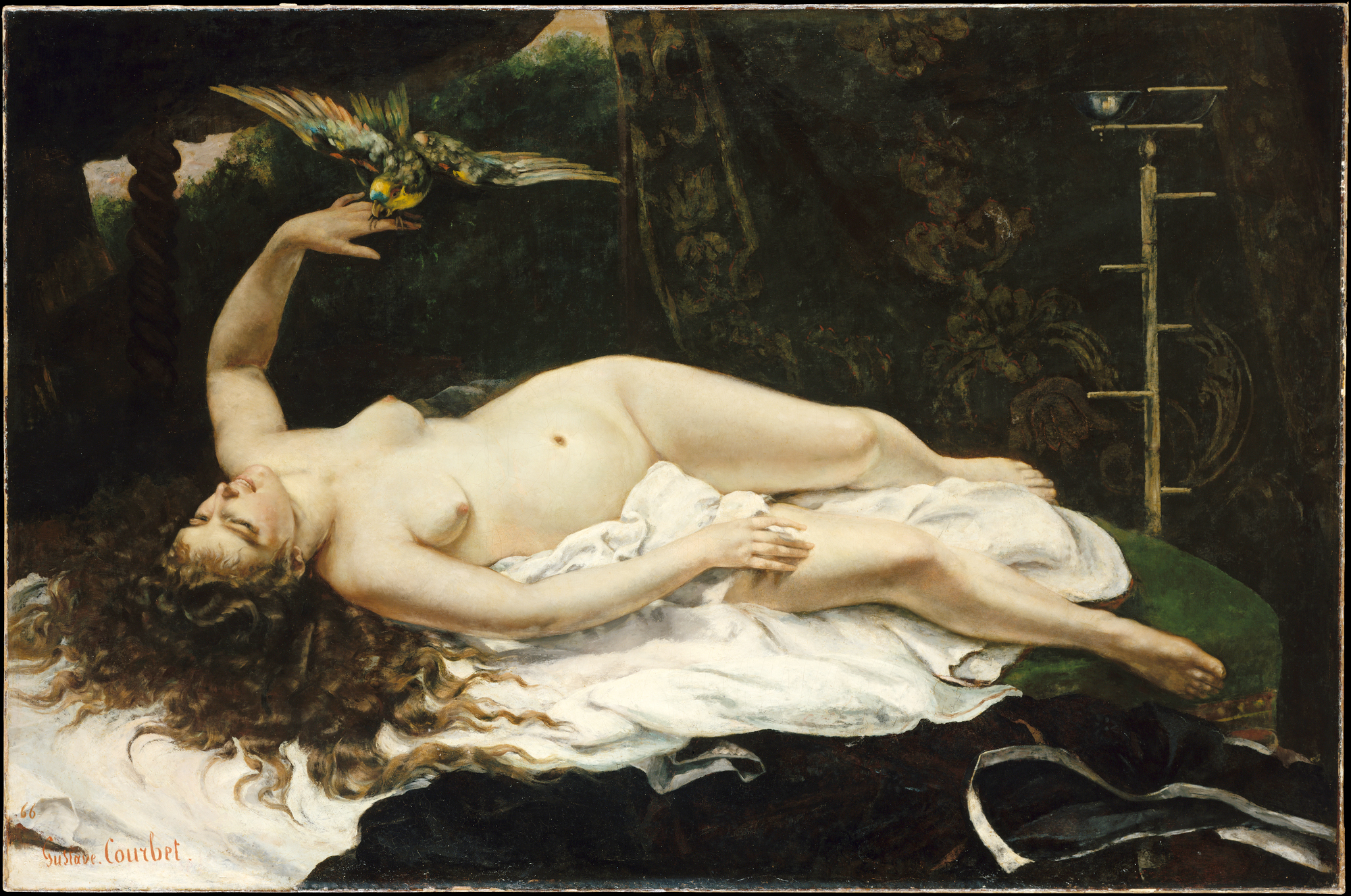
Žena s papouškem, 1866

Po propuštění v březnu 1872 odjel Courbet do Ornans. Významný pařížský galerista Paul Durand-Ruel mu ještě v témže roce uspořádal výstavu. Tehdy také zemřel jeho syn Désiré, aniž otce poznal. V roce 1873 rozhodlo francouzské národní shromáždění, že Vendômský sloup bude obnoven a náklady s tím spojené ponese Courbet. Jeho majetek včetně několika obrazů byl zabaven státem a malíř emigroval do Švýcarska. Usadil se v La Tour-de-Peilz na břehu Ženevského jezera. Poslední samostatnou výstavu uspořádal malíř roku 1875 v domě, kde bydlel. Roku 1877 vynesl pařížský soud rozsudek, proti němuž již nebylo odvolání, a který stanovil částku, kterou musí Courbet na obnovu sloupu uhradit. Poslední den roku 1877 malíř zemřel. Příčinou smrti byla dna a cirhóza jater. Je pochován na hřbitově 'Cimetière d'Ornans' v departementu Doubs.

## Dílo

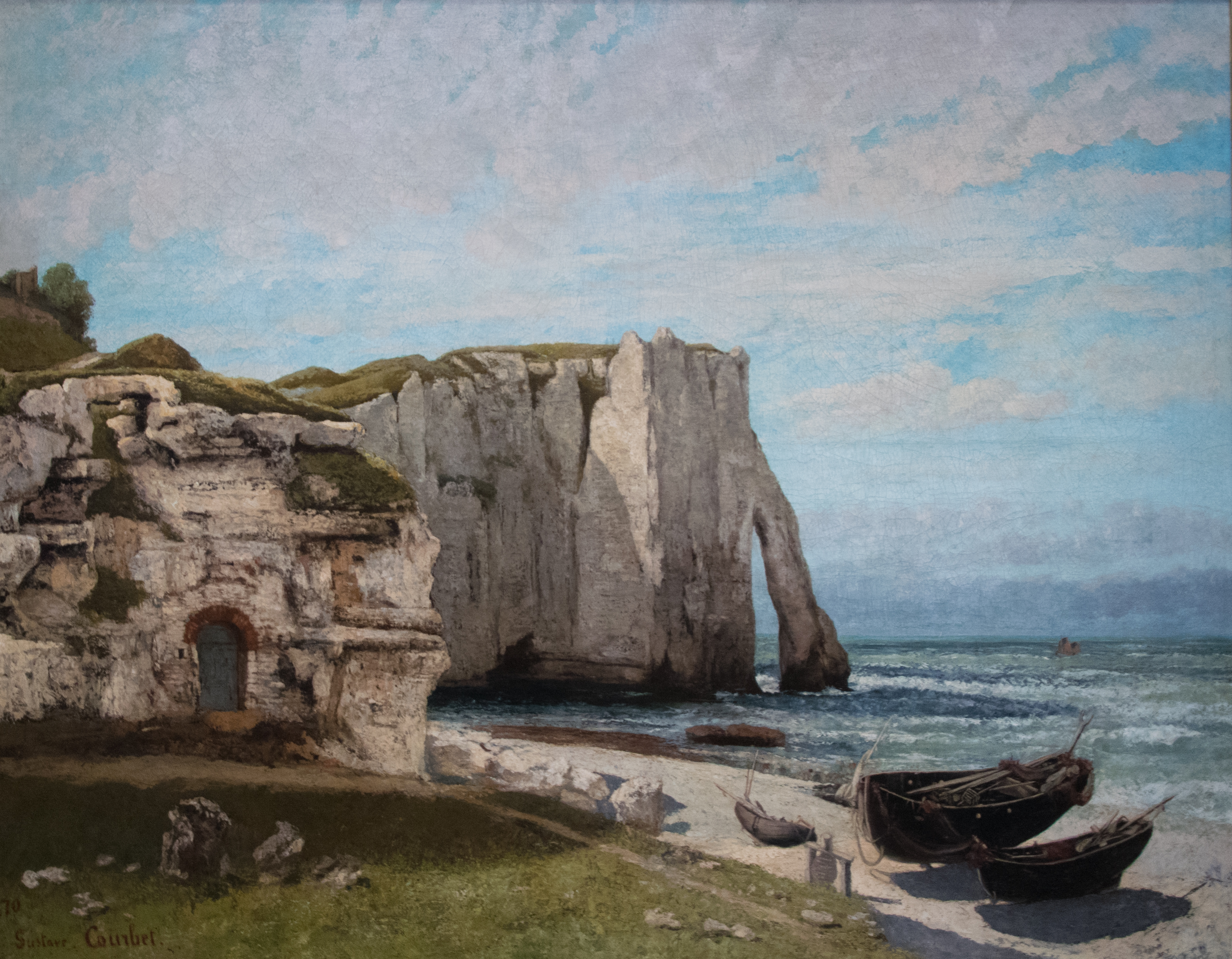
Pobřežní útesy v Étretatu po bouři, 1869

Ateliér. Skutečná alegorie sedmi let mého uměleckého a morálního života, 1855

Courbet do sebe v mládí vstřebal velkou část evropské malířské tradice. Obdivoval zejména holandské mistry, hlavně Rembrandta a Halse. V jeho dílech nalezneme i ohlasy malby Giorgiona a Tiziana. Základním postulátem pro něj ale bylo zůstat v tvorbě nezávislý a svobodný. Když přišel roku 1839 do Paříže, udával malířství tón akademismus představovaný díly Davidovými a Ingresovými. Mladého Courbeta ale přísná pravidla akademismu svazovala, a tak se přiklonil k romantickému směru malby, představovanému Delacroixem a Géricaultem. Po návratu ze studijní cesty v roce 1847 se však začíná od romantismu odklánět. Námětem obrazu Pohřeb v Ornans, na němž malíř pracoval v letech 1849–1850, je sice pohřeb jeho dědečka, symbolicky však představuje pohřeb romantických tendencí v Courbetově malbě. Od této doby je považovaný za jednoho z hlavních představitelů realismu. Už v roce 1855, během pařížské světové výstavy, ale publikoval manifest, v němž své označení za realistu odmítl. Tvrdil v něm, že jakékoliv zařazování uměleckých děl do obecných pojmů je zavádějící. Courbet byl vášnivě zaujatý hmotnou skutečností a byl přesvědčený, že zobrazování čehokoliv jiného je odklonem od pravdy.
„Domnívám se, že malířství je umění nezměrně korektní a musí stát na prezentování pouze věcí reálných a existujících,“ napsal v roce 1861. Umělecké krédo malíře vystihuje i tento jeho výrok: „Krása je obsažena v přírodě a v realitě se vyjevuje v nejrůznějších podobách. Jakmile je objevena, patří umění, resp. malíři, který ji vidí.“
Courbetův vliv na vývoj evropského malířství byl obrovský. Nesmírně si ho vážil Cézanne a impresionisté, zejména Monet a Renoir, který s ním v roce 1865 často konzultoval otázky techniky malby. Díla Manetova vznikala v přímé konfrontaci s pracemi Courbetovými. Courbet byl jedním z inspiračních vzorů při práci s barvou pro Matisse. Picasso byl natolik nadšený jeho obrazem Dívky na břehu Seiny, že roku 1950 namaloval vlastní verzi díla.

### Zastoupení v České republice
Národní galerie v Praze vystavuje ve Sbírce moderního a současného umění ve Veletržním paláci tři Courbetovy olejomalby: Žena s kvítím na klobouku (1857), Lesní sluj (kolem 1865) a Jurská krajina (1866).

### Výběr z díla
- Autoportrét s černým kokršpanělem, 1842–1844, olej na plátně, 46 × 56 cm, Petit Palais, Paříž. První obraz, který Courbet vystavil na Salónu.
- Baudelaire, asi 1848, olej na plátně, 54 × 65 cm, Musée Fabre, Montpellier. Baudelaire je zde zobrazen jako učenec a kritik, osobní vztah mezi malířem a jeho modelem není patrný. Baudelaire dával před Courbetem přednost Delacroixovi.
- Pohřeb v Ornans, 1849–1850, olej na plátně, 315 × 668 cm, Musée d'Orsay, Paříž. Při prezentaci na Salónu vyvolal obraz rozruch. Téma pohřbu, vyhrazené dosud pro historickou malbu, přesadil na současný francouzský venkov. Od tohoto díla byl Courbet považován za realistického malíře.
- Setkání (Dobrý den, pane Courbete), 1854, olej na plátně, 129 × 149 cm, Musée Fabre, Montpellier. Mecenáš Alfred Bruyas v doprovodu sloužícího a psa přichází vstříc malíři, kterého podporuje. Na obraze zaujímají mecenáš i malíř rovnocennou pozici. Courbet se na obraze stylizuje do podoby Ahasvera.
- Ženy prosévající obilí, 1854, olej na plátně, 131 × 167 cm, Musée des Beaux-Arts, Nantes. Modelem byly malíři jeho sestry. Obraz připomíná žánrové obrazy nizizemským malířů 16. a 17. století. Za jedno z vrcholných Courbetových děl ho považoval Cézane.
- Ateliér. Skutečná alegorie sedmi let mého uměleckého a morálního života, 1855, olej na plátně, 359 × 598 cm, Musée d'Orsay, Paříž. V pravém plánu jsou zobrazeni umělcovi přátelé, kteří jsou vtaženi do dění v centrálním plánu. Baudelaire čte knihu, na taburetu sedí Champfleury. Ve skupině v pozadí jsou i Proudhon a Bruyas. Venkované a řemeslníci v levé části se vůči malířově (Courbetově) tvorbě staví nezúčastněně. Akt za malířem představuje Múzu, malý pasáček Dětství.
- Počátek světa, 1866, olej na plátně, 46 × 55 cm, Musée d'Orsay, Paříž. Obraz byl namalován pro tureckého sběratele a diplomata Khalila Beye, který vlastnil rovněž proslulou Ingresovu Tureckou lázeň. Obraz, jehož název nepochází od Courbeta, je dialogem s Manetovou Olympií, kde je rovněž zobrazena nahá žena, která si ale rukou zakrývá klín. Musée d'Orsay má obraz ve sbírkách od roku 1998.
- Spánek (Lenost a neřest), 1866, olej na plátně, 135 × 200 cm, Musée du Petit Palais, Paříž. Spící nahé ženy na obraze jsou odrazem jedné Baudelairovy básně z Květů zla. Courbet zde svrchovanými malířskými prostředky znázornil lesbickou lásku. Dokázal vyjádřit nestoudnost a něhu zároveň.
- Pobřežní útesy v Étretatu po bouři, 1869, olej na plátně, 133 × 162 cm, Musée d'Orsay, Paříž. Obraz je výsledkem jedné z Courbetových cest do Normandie. Ze stejného místa namaloval ještě další obraz, který je v majetku Von der Heydt-Museum ve Wuppertalu. Poučné je srovnání, jak v obou případech pracuje rozdílně se světlem, v němž je předmět obrazu nasvícen.

## Galerie

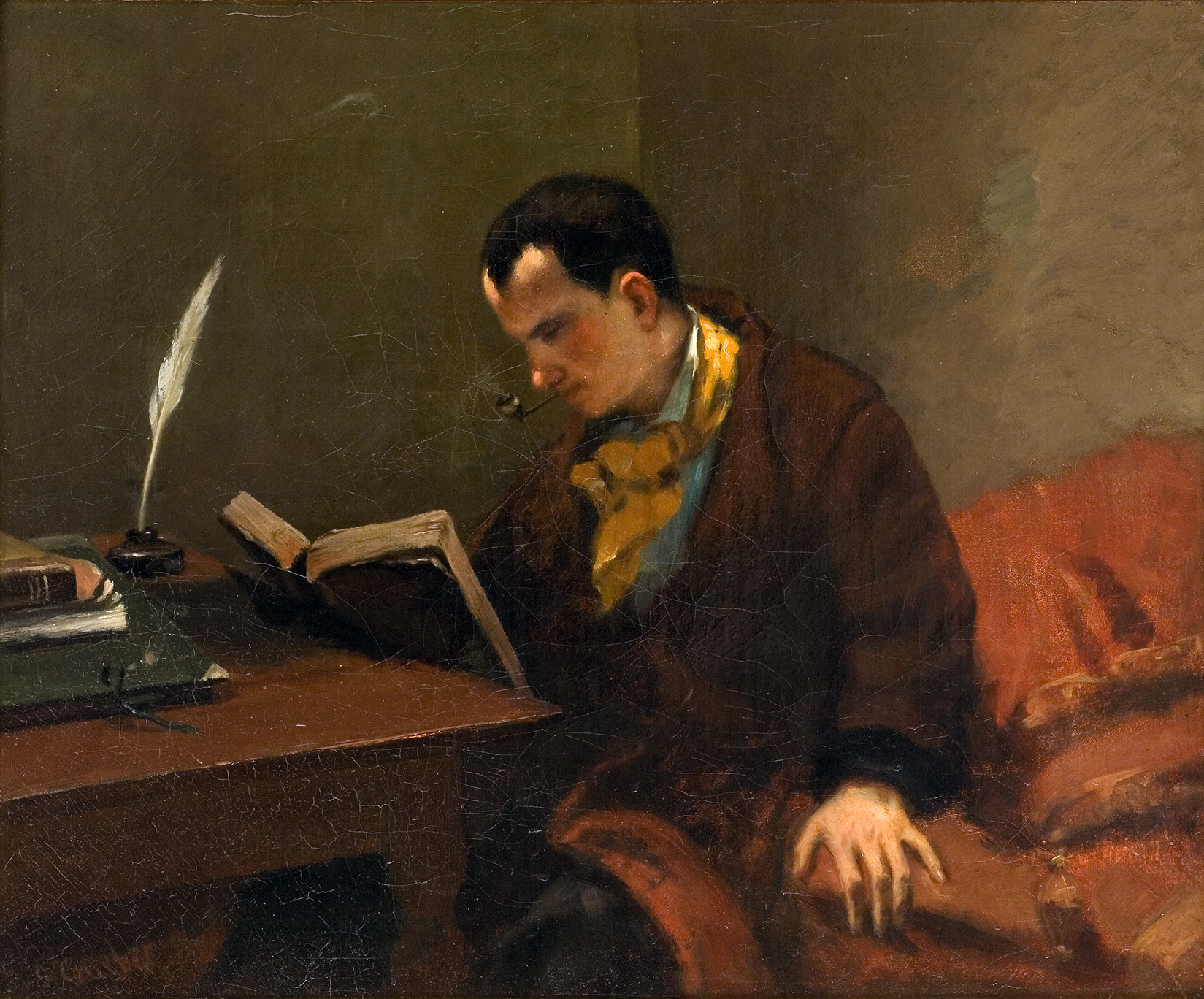
Baudelaire, asi 1848
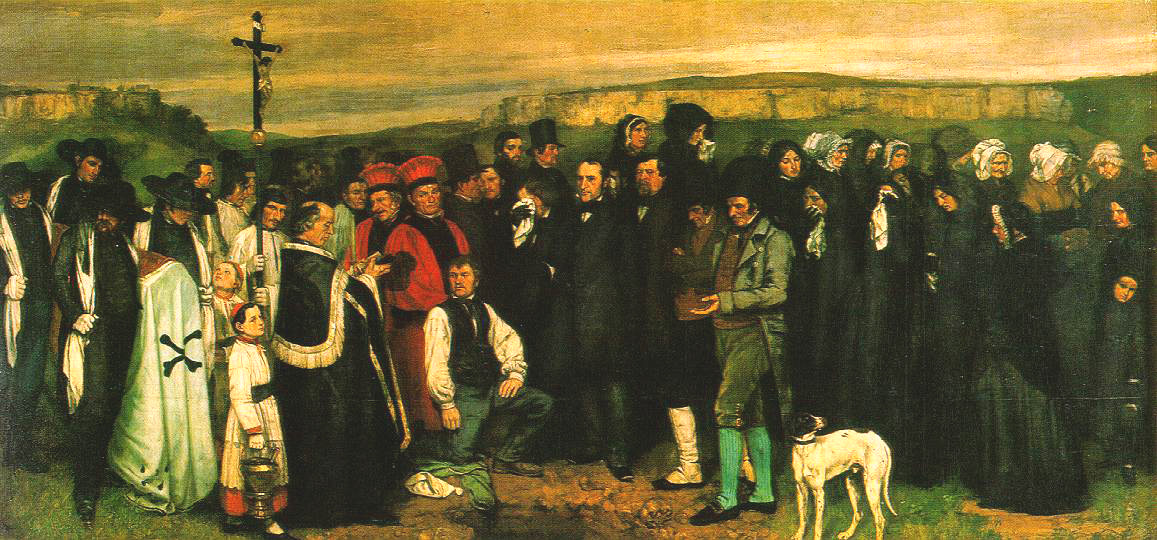
Pohřeb v Ornans, 1849–1850
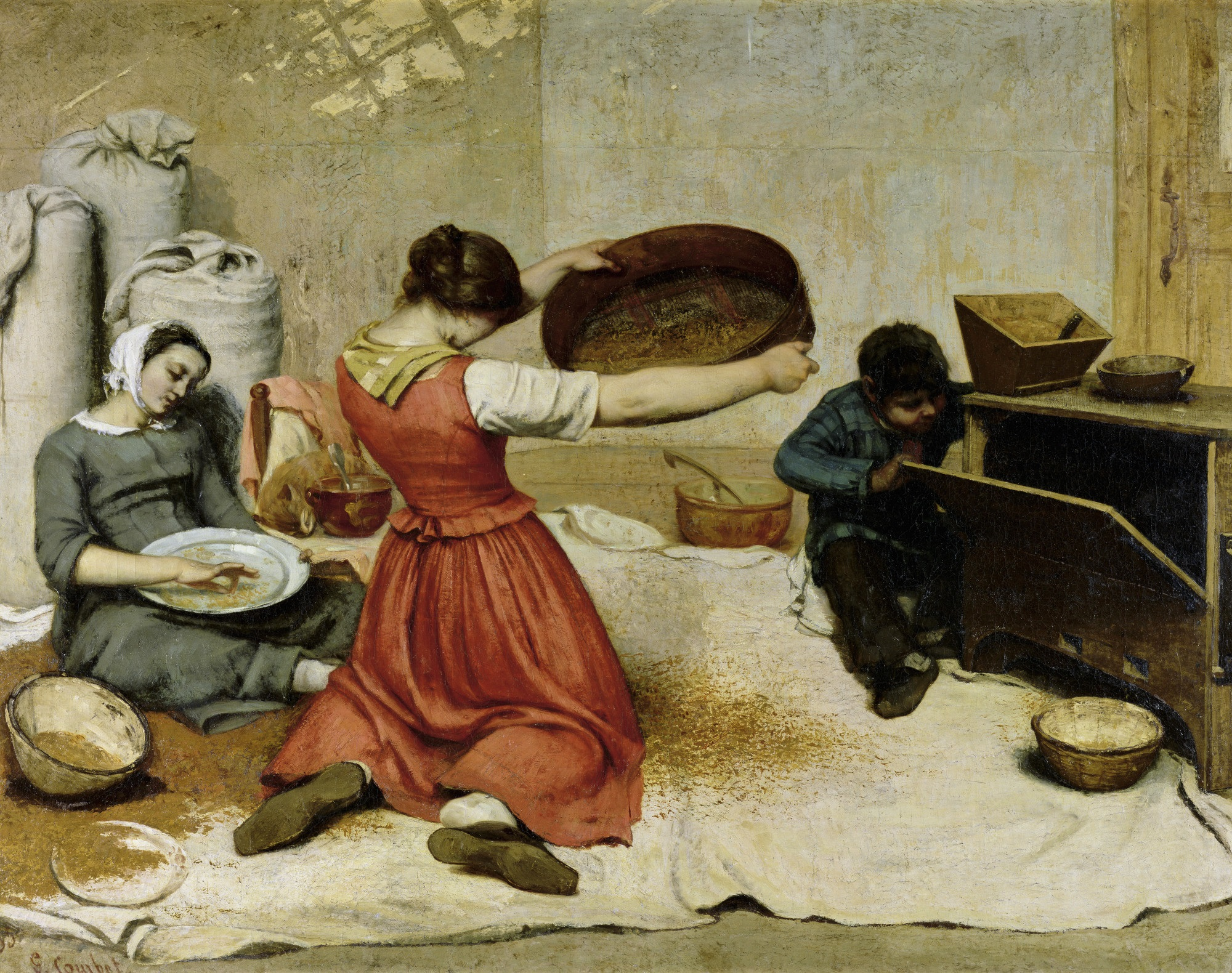
Ženy prosévající obilí, 1854
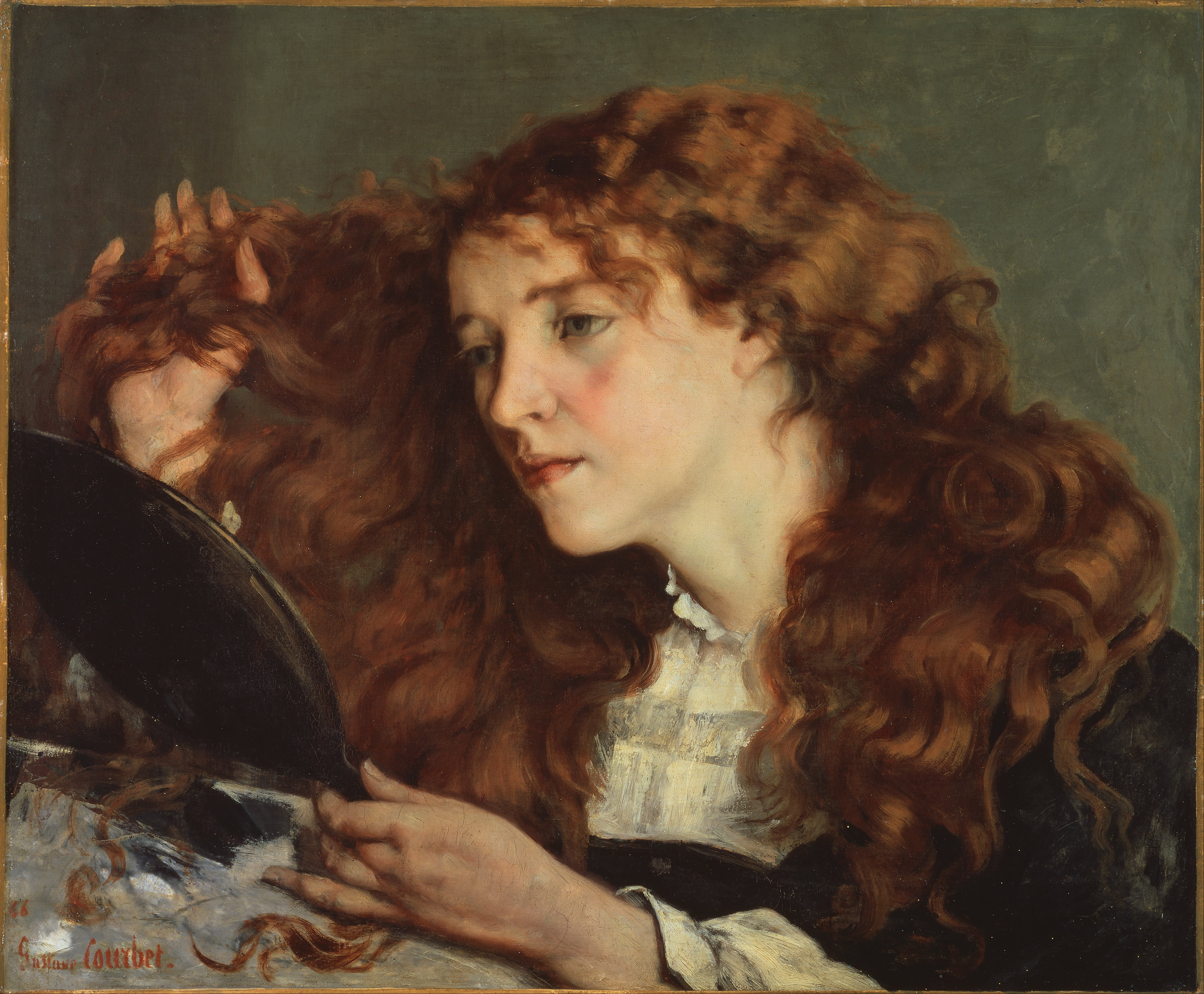
Krásná Irka, 1865–66
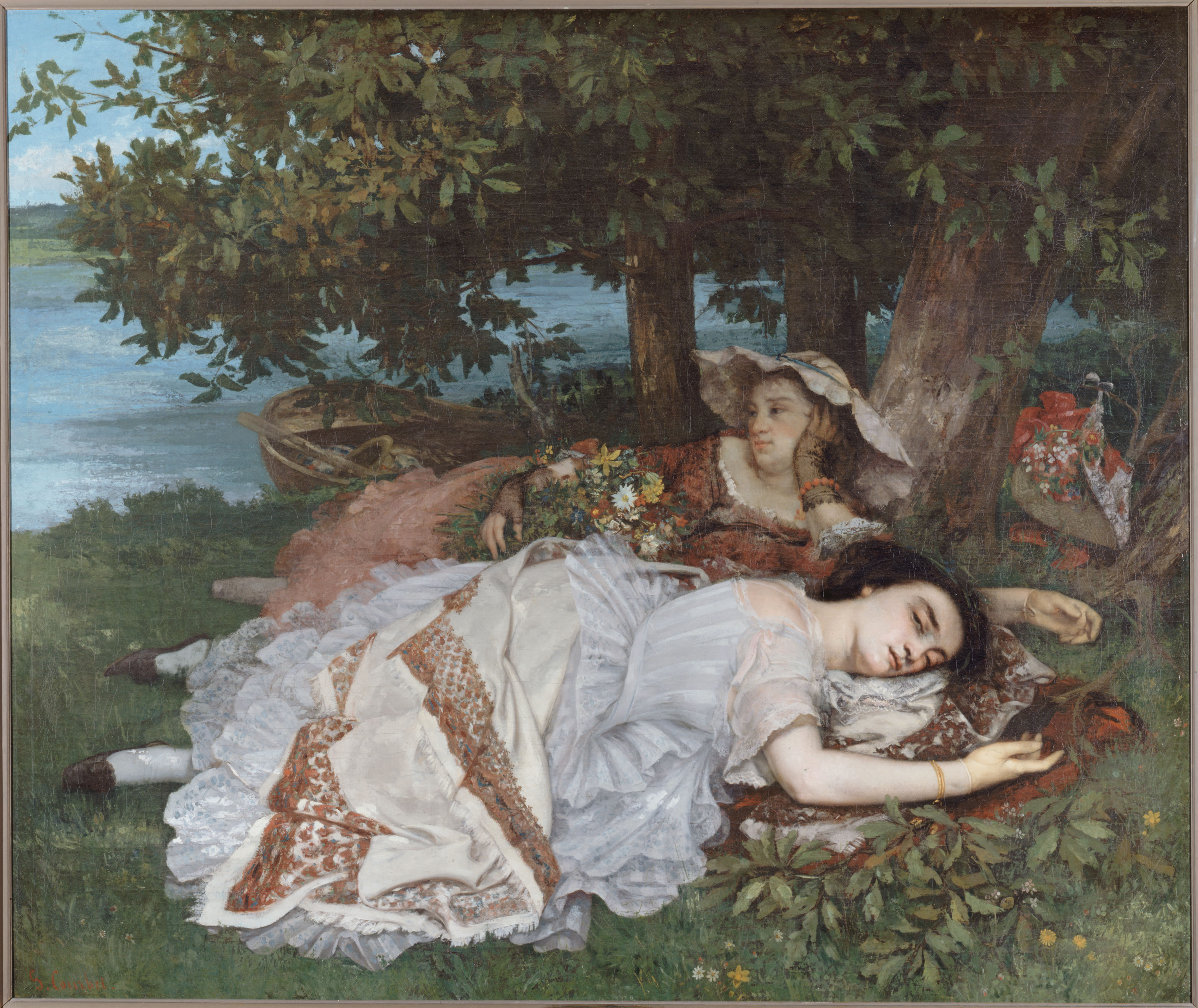
Dámy na břehu Seiny, 1856
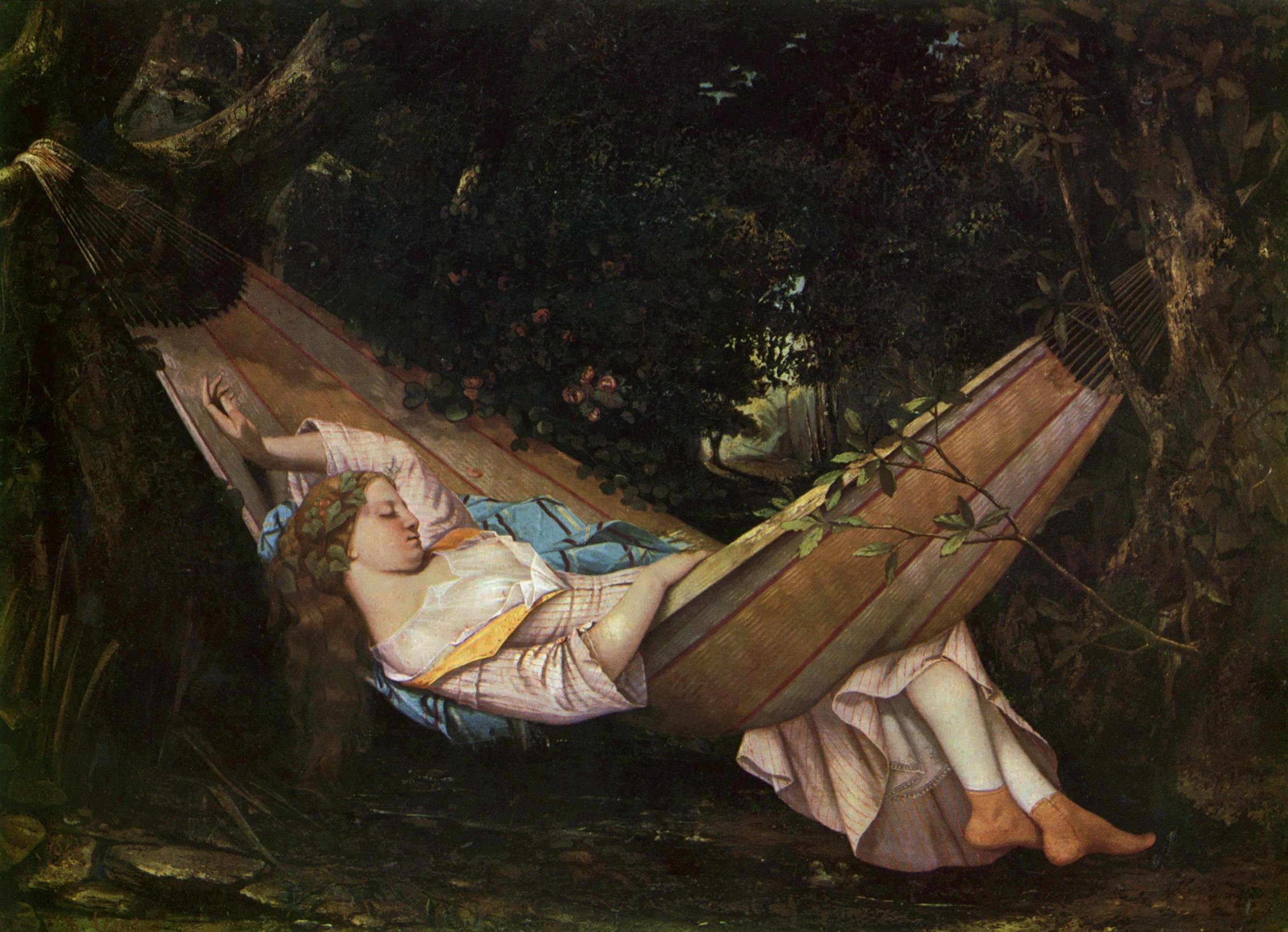
Hamaka, 1844
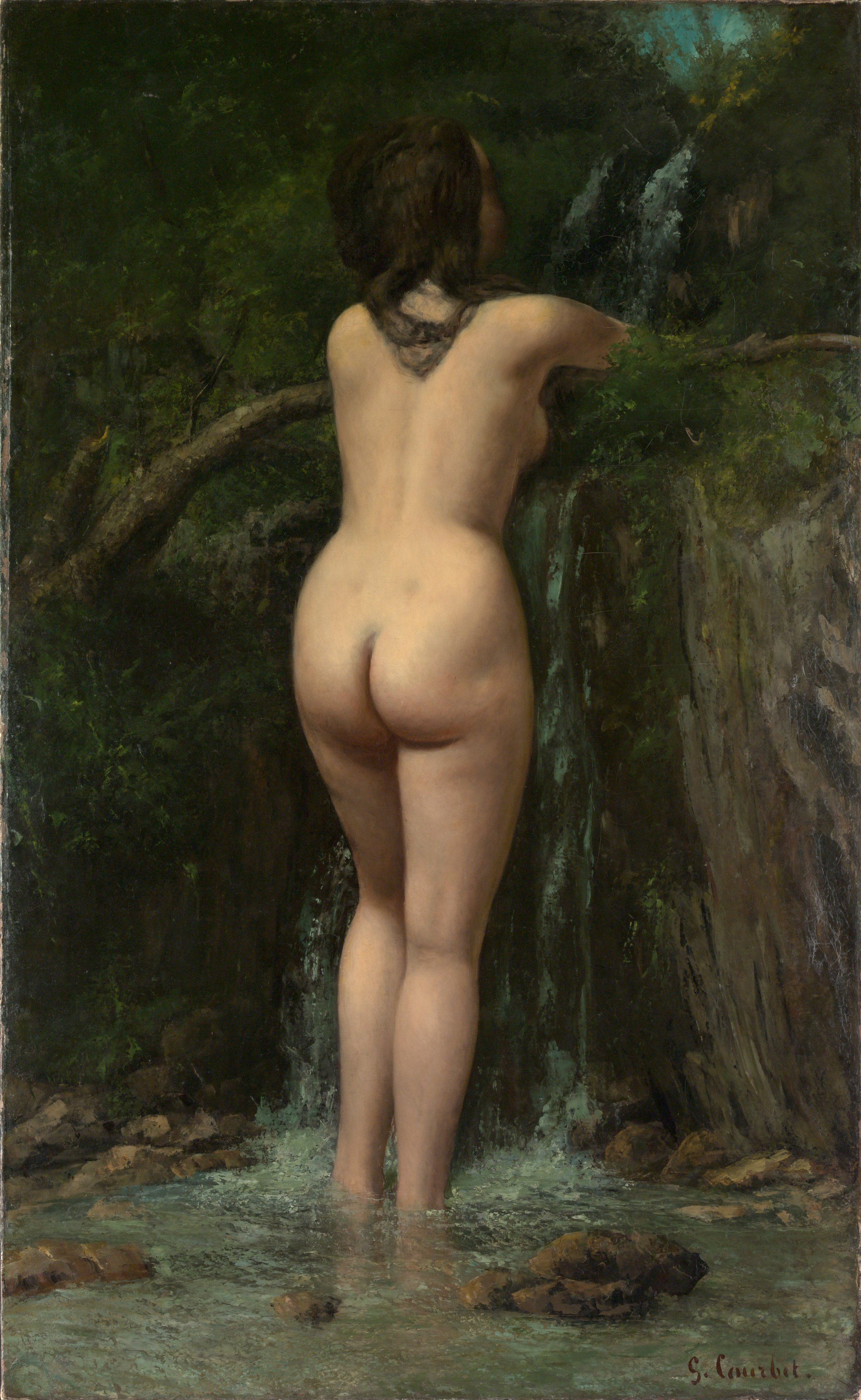
Pramen, 1862
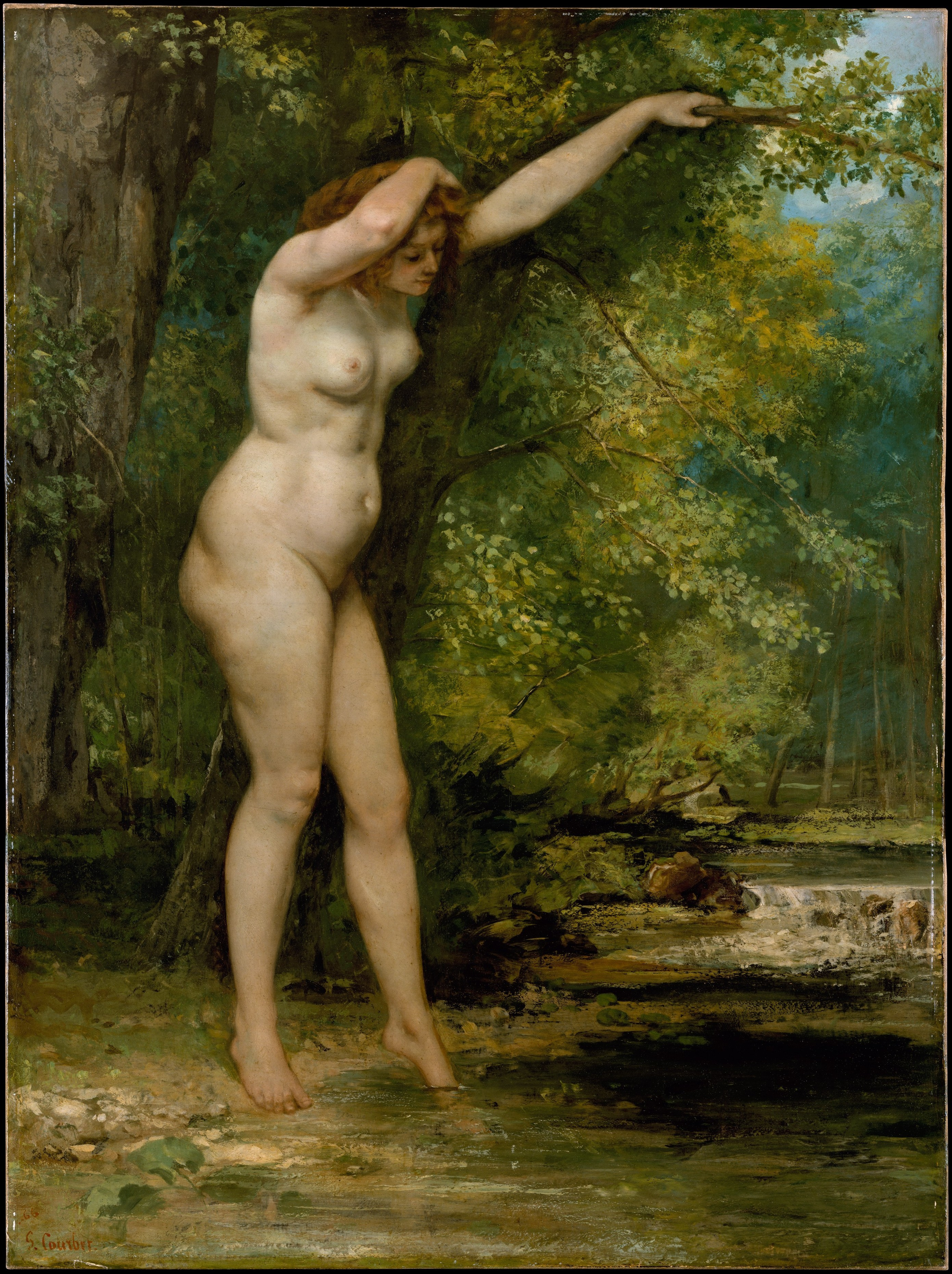
Mladá plavkyně, 1866
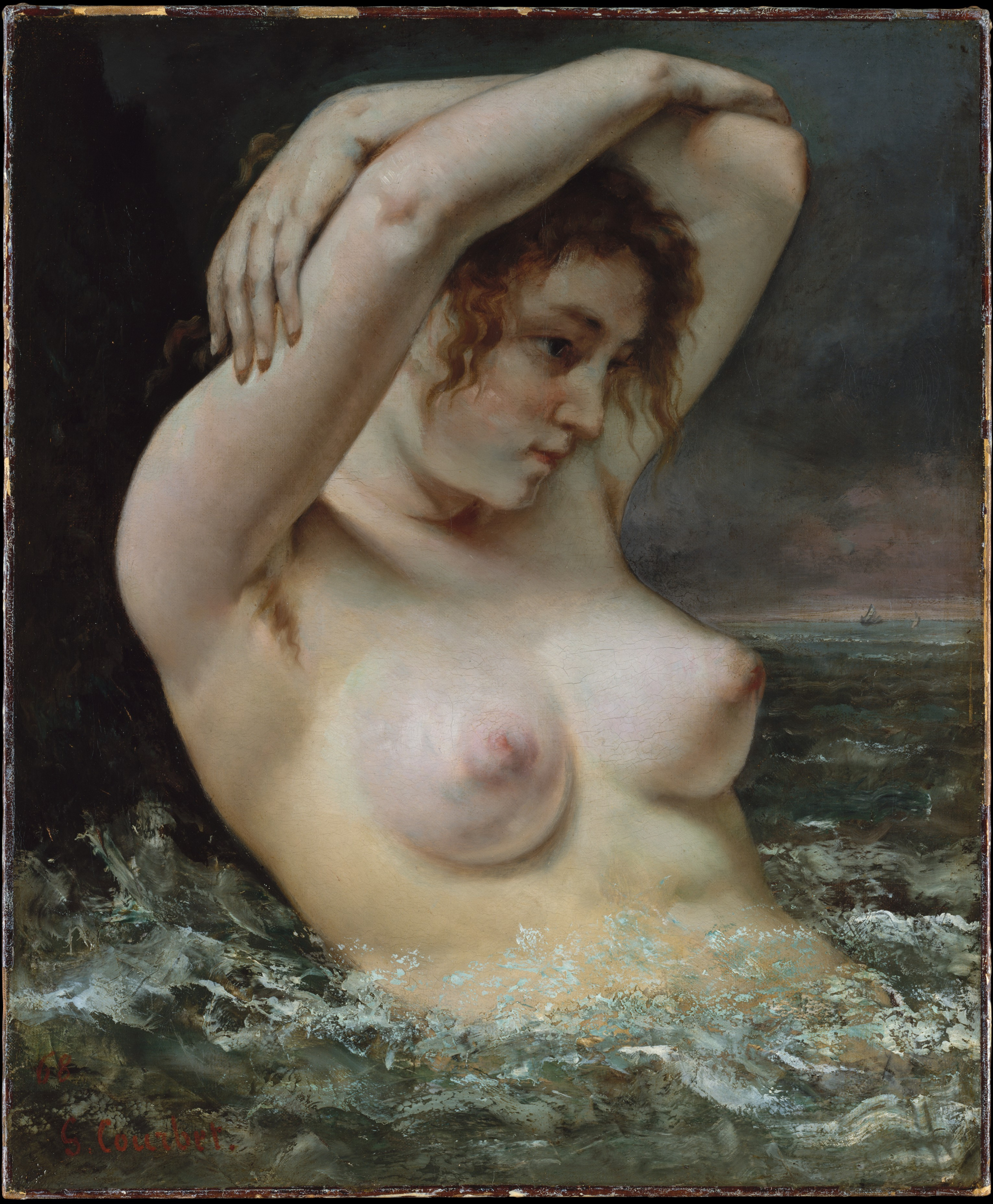
Žena ve vlnách, 1868
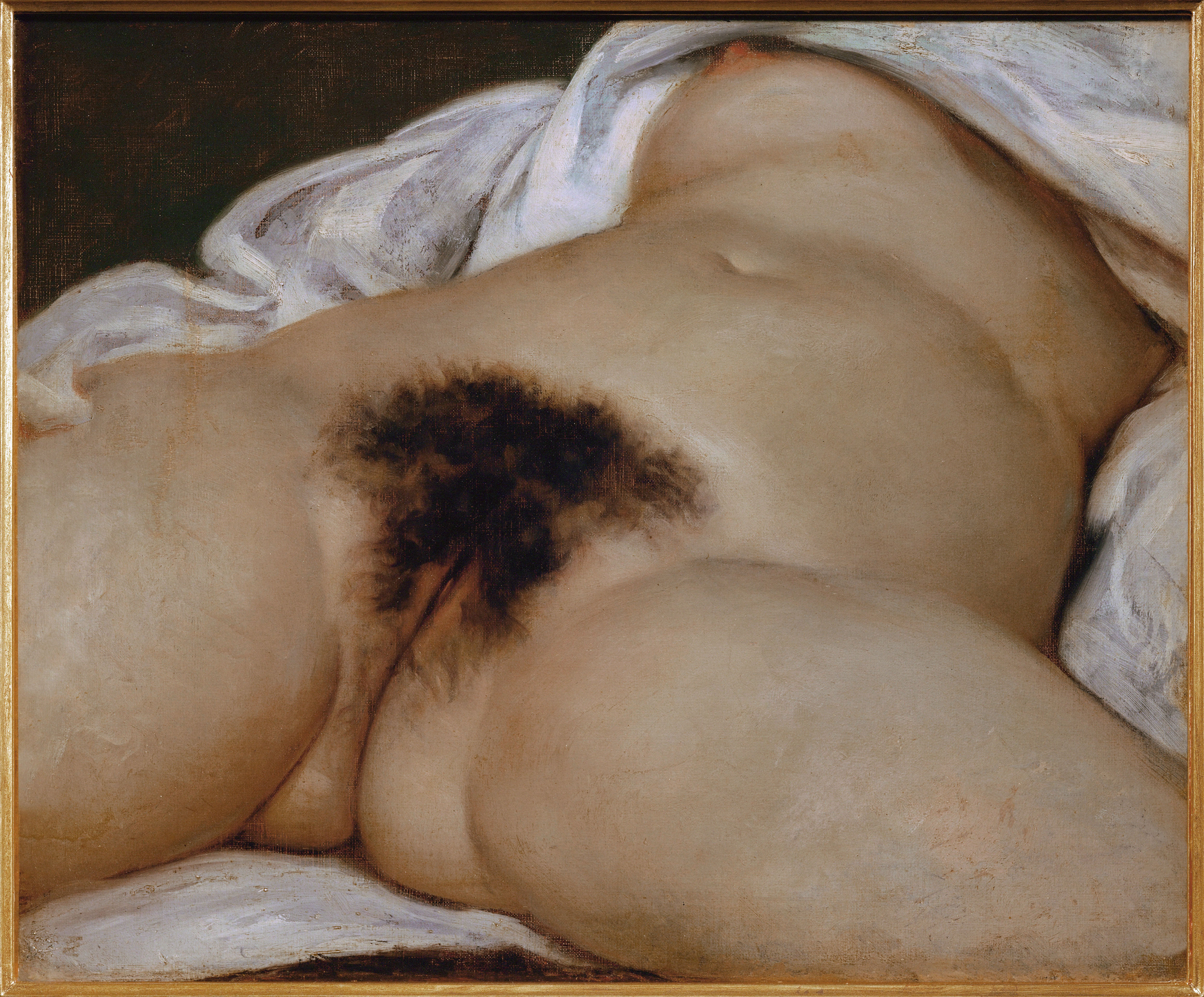
Počátek světa, 1866